# یواس‌اس اسپونبیل (ام‌اس‌سی-۲۰۲)
یواس‌اس اسپونبیل (ام‌اس‌سی-۲۰۲) (به انگلیسی: USS Spoonbill (MSC-202)) یک کشتی است که طول آن ۱۴۴ فوت (۴۴ متر) می‌باشد. این کشتی در سال ۱۹۵۴ ساخته شد.